# Отто Варбург (ботанік)
О́тто Ва́рбург (нім. Otto Warburg, 20 липня 1859 — 10 лютого 1938) — німецький ботанік єврейського походження, професор тропічного сільського господарства і сіоніст.

## Життєпис
Народився в Гамбурзі 20 липня 1859.
Варбург був сином заможних єврейських батьків. Однак його родина жила вільно від єврейських традицій, і він отримав гуманістичну освіту.
Провів загалом 4 роки в науковій поїздці по Південній і Східній Азії, про яку опубліковував туристичні повідомлення та опис рослинності. Усюди він досліджував невідомі території, особливо недоступні тропічні ліси. Отто Варбург зібрав тисячі видів рослин та спостерігав різні форми життя та рослинні співтовариства при найпримітивніших умовах. Варбург вніс значний внесок у ботаніку, описавши безліч видів рослин.
На межі століть придбання колоній ставало для Німеччини все важливішим. Отто Варбург на основі своїх далекосяжних дослідів в тропічному сільському господарстві як консультант був у 1896 членом-засновником та директором Колоніально-економічного комітету в Берліні. Відтепер Варбург повністю присвятив себе практичним проблемам сільського господарства в німецьких колоніях та впровадженню нових корисних рослин в цих областях. У 1897-1922 він був професором тропічного сільського господарства.
У 1931 році заснував Ізраїльський Національний ботанічний сад з Олександром Ейгом на горі Скопус.
Отто Варбург помер у Берліні 10 лютого 1938.

## Наукова діяльність
Отто Варбург спеціалізувався на папоротніковідних і на насіннєвих рослинах.

## Вибрані наукові роботи
- Über den Bau des Holzes von Caulotretus heterophyllus. Diss. rer. nat. Straßburg 1883.
- Die Muskatnuss. Ihre Geschichte, Botanik, Kultur, Handel und Verwerthung sowie ihre Verfälschungen und Surrogate. Zugleich ein Beitrag zur Kulturgeschichte der Banda-Inseln. Verlag Engelmann Leipzig 1897.
- Monsunia. Beiträge zur Kenntniss der Vegetation des süd-und ostasiatischen Monsungebietes.Verlag Engelmann Leipzig 1900.
- Die Kautschukpflanzen und ihre Kultur. Berlin 1900.
- Geschichte und Entwicklung der angewandten Botanik. In: Berichte der Deutschen Botanischen Gesellschaft Bd. 19, 1901, S. 153—183.
- Kulturpflanzen der Weltwirtschaft. Verlag R. Voigtländer Leipzig 1908.
- Die Pflanzen Welt. 3 Bände, Bibliographisches Institut Leipzig, Neudruck 1923.

## Почесті
Рід рослин Warburgia Engl. названий на його честь.
На його честь були також названі такі види рослин:
- Cnidium warburgii H.Wolff[11]
- Aglaonema warburgii Engl.[12]
- Anomopanax warburgii Harms[13]
- Calamus warburgii K.Schum.[14]
- Marsdenia warburgii Schltr.[15]
- Myriactis warburgii Diels ex Steenis[16]
- Begonia warburgii K.Schum. & Lauterb.[17]
- Cochleariella warburgii (O.E.Schulz) L.L.Lou[18]
- Bellevalia warburgii Feinbrun[19]
- Trichomanes warburgii Christ in Warb.[20]
- Astracantha warburgii (Bornm.) Podlech[21]
- Pellionia warburgii (H.J.P.Winkl.) R.J.Johns[22].